# Charles Dufresny
Charles Dufresny, auch Charles Du Fresny oder Charles Rivière Dufresny (* April oder Mai 1657 in Paris; † 6. Oktober 1724 ebenda) war ein französischer Journalist und Schriftsteller.

## Leben und Werk

### Leben
Dufresny stammte aus einer bürgerlichen Familie von Hofangestellten, die glaubte, auf einen illegitimen Sohn von Heinrich IV. zurückzugehen. 1682 heiratete er eine entfernte Verwandte von Molière und war ab 1688 Witwer. Beruflich war er von 1677 bis 1681 königlicher Kammerdiener und von 1682 bis 1688 im Dienste des königlichen Kammerherrn. Offiziell wirkte er ab 1688 in der königlichen Spiegelmanufaktur und ab 1700 als königlicher Gartengestalter. Doch ist nicht klar, inwieweit er für seine Bezüge wirklich eine Gegenleistung erbrachte. Er war eine Spieler- und Verschwendernatur und starb verarmt.

### Der Salonmensch und Literaturjournalist
Dufresny gehörte zum Salon der Mademoiselle Lhéritier, der den Preziösen-Salon der Mademoiselle de Scudéry nach deren Tod 1701 fortsetzte. Vom Sommer 1710 bis Frühjahr 1714 gab er die Zeitschrift Mercure galant heraus, die unter dem Namen Mercure de France noch heute existiert. Er übernahm sie von Jean Donneau de Visé und führte journalistische Neuerungen ein (Tribune libre und Leserbriefe). Er griff auf der Seite der Modernen in die zweite Querelle des Anciens et des Modernes ein und rehabilitierte Rabelais, dessen Bücher er ein „Gedicht in Prosa“ nannte.

### Der Schriftsteller
Ab dem Alter von 35 Jahren schrieb Dufresny zahlreiche Komödien, sowohl für die Comédie-Italienne de Paris (1692–1697) als auch für die Comédie-Française (1692–1721), zuerst zusammen mit seinem Freund Jean-François Regnard, nach dem bald eingetretenen Zerwürfnis in alleiniger Autorschaft. Seine witzigen und einfallsreichen Stücke inspirierten Voltaire, Carlo Goldoni, Alexis Piron und Beaumarchais. Marivaux nannte ihn seinen Meister. Balzacs Novelle La Paix du ménage verdankt ihm den Plot.
Er war nicht nur Theaterschriftsteller, sondern veröffentlichte auch Novellen. Seine Amusements sérieux et comiques (1699) präsentieren einen Siamesen in Paris und inspirierten Montesquieu zu den Lettres persanes (deutsche Übersetzung durch Christian Friedrich Hunold unter dem Titel Ernsthaffter, sinnreicher und satyrischer Zeit-Vertreib).

## Werke
- Théâtre français. Tome I. Hrsg. Guy Spielmann und andere. Classiques Garnier, Paris 2022.

### Handbuch- und Lexikoninformation
- Jean-Pierre Beaumarchais, « Charles Dufresny », in: Dictionnaire des écrivains de langue française, hrsg. von Jean-Pierre Beaumarchais, Daniel Couty und Alain Rey, Paris, Larousse, 2001, S. 554.
- Pierre-Georges Castex und Paul Surer, Manuel des études littéraires françaises, Paris, Hachette, 1954, S. 306.
- Robert Horville, Le XVIIe Siècle. Les ambiguïtés du baroque et du classicisme, in: Histoire de la littérature française, hrsg. von Henri Mitterand, Paris 1988, S. 235–407 (hier: S. 400).
- Laffont-Bompiani. Le nouveau dictionnaire des auteurs de tous les temps et de tous les pays, Paris 1994, S. 948–949 (Reihe Bouquins).